# Luis Antonio Fernández de Córdoba Portocarrero
Luis Antonio Fernández de Córdoba Portocarrero (ur. 22 stycznia 1696 w Montilli, zm. 26 marca 1771 w Toledo) – hiszpański kardynał.

## Życiorys
Urodził się 22 stycznia 1696 roku w Montilli, jako syn Antonia Fernándeza de Córdoby y Figueroy i Cataliny Portocarrero de Guzmán y de la Cerdy. Studiował na Uniwersytecie w Alcalá de Henares, gdzie uzyskał doktorat z prawa, a następnie został kanonikiem kapituły w Toledo. 18 grudnia 1754 roku został kreowany kardynałem prezbiterem, jednak nie otrzymał kościoła tytularnego. Po rezygnacji z kapelusza kardynalskiego Ludwika Antoniego Burbona, Cordoba został arcybiskupem Toledo, pomimo że wielokrotnie prosił by nie nominować go na tę funkcję. Wybór miał miejsce 4 sierpnia 1755 roku, a 28 września przyjął sakrę. Sprzeciwiał się kasacie zakonu jezuitów. Zmarł 26 marca 1771 roku w Toledo.